# فصل شکار ۳
«فصل شکار ۳» (انگلیسی: Open Season 3) یک فیلم پویانمایی در ژانر کمدی و سومین قسمت از سری فیلم‌های فصل شکار به کارگردانی کودی کامرن است که در سال ۲۰۱۰ منتشر شد. از بازیگران آن می‌توان به دانا اسنایدر و سی‌یرا براوو اشاره کرد. داستان آن به ماجراهای یک گوزن و یک خرس و دوستی عجیب آنها می‌پردازد. ادامه این انیمیشن بانام فصل شکار ۴ ساخته شد.

## داستان
در این قسمت، الیوت صاحب بچه شده‌است و دیگر نمی‌تواند با بوگ به خوشگذرانی بپردازد، بوگ که ناامید و تنها شده‌است به یک سیرک روسی ملحق می‌شود و آنجا یک خرس گریزلی مونث اصیل روسی را ملاقات می‌کند و به او علاقه‌مند می‌شود.

## اکران

### تاریخ اکران در کشورهای مختلف
- روسیه - ۲۱ اکتبر ۲۰۱۰
- قزاقستان - ۲۱ اکتبر ۲۰۱۰
- مکزیک - ۲۹ اکتبر ۲۰۱۰
- ترکیه - ۳ دسامبر ۲۰۱۰
- لبنان - ۱۶ دسامبر ۲۰۱۰
- امارات متحده عربی - ۲۳ دسامبر ۲۰۱۰
- ایالات متحده آمریکا - ۲۵ ژانویه ۲۰۱۱
- یونان - ۲۴ فوریه ۲۰۱۱
- کلمبیا - ۱۸ مارس ۲۰۱۱

### رسانه خانگی
این فیلم به صورت دی‌وی‌دی و بلوری توسط کلمبیا پیکچرز، در تاریخ ۲۵ ژوئن ۲۰۱۱ در ایالات متحده آمریکا به نمایش درآمد.

## دنباله
دنباله این انیمیشن با نام فصل شکار: گرخیده در سال ۲۰۱۵ منتشر شد.